# Миллер, Лиза
Лиза Джейн Миллер (англ. Lisa Jane Miller) — директор клинической психологии[прояснить] и адъюнкт-профессор программы клинической психологии Педагогического колледжа при Колумбийском университете (США), в котором она преподаёт с 1999 года. Почётный член (Fellow) Американской психологической ассоциации, в 2007—2008 гг. занимала пост президента отдела 36 АПА («Психология религии»). Ведущий учёный в области духовности и здоровья. Помощник редактора издаваемого АПА с 2010 года журнала «Psychology of Religion and Spirituality». С июня 2012 года входит в Совет представителей (управляющий орган) АПА.

## Научная деятельность
Степень B.A.[неизвестный термин] Лиза Миллер получила в Йельском колледже. Учёную степень Ph.D получила в Пенсильванском университете, где обучалась под руководством Мартина Селигмана. Позднее Селигман назвал Лизу Миллер ведущим психологом её поколения в области религии и духовности. Основная область научных интересов Лизы Миллер — взаимосвязь духовности и здоровья. Она приложила значительные усилия в признании психологической наукой важности исследований духовности и практического применения полученных результатов в этой области. Миллер стремится стереть различие между понятиями «духовное» и «научное» и утвердить в академическом дискурсе идею о том, что «высшая реальность (ultimate reality) не сводится к тем вещам, которые мы можем потрогать и увидеть». В 2007—2008 гг. она занимала пост президента отдела 36 Американской психологической ассоциации («Психология религии»). В сентябре 2011 года стала почётным членом (Fellow) Американской психологической ассоциации. Это звание было ей присвоено за достижения в области духовности женщин и молодёжи, а также за недавние работы по духовной психологии, выходящей за рамки материализма. В июне 2012 года была избрана в Совет представителей (управляющий орган) Американской психологической ассоциации.
В 2012 году под руководством Лизы Миллер в Колумбийском университете была введена учебная программа по духовной психологии. До сих пор подобные программы в США преподавались лишь в небольших университетах — таких как Калифорнийский институт интегральных исследований и Университет Софии (до 1 июля 2012 года — Институт трансперсональной психологии). Таким образом, Колумбийский университет стал первым американским престижным университетом, входящим в Лигу плюща, который ввёл программу по духовной психологии. По словам президента отдела 36 АПА в 2012—2013 гг. Джулии Экслайн, «это способствует признанию данной темы более мейнстримной и менее маргинальной».

## Постматериалистическая духовная психология
19-20 ноября 2010 года под руководством Лизы Миллер прошла конференция «Духовность и исцеление: революция сознания» («Spirituality and Healing: A Revolution of Consciousness»), в которой приняли участие учёные, занимающиеся исследованиями в области медицины, физики, психологии и духовности. По итогам конференции было принято решение о создании Академии постматериалистической науки и образования (Academy of Post-Materialist Science and Education). Эта организация, по словам Лизы Миллер, будет способствовать усилению связи между наукой и духовностью. Материалы данной конференции послужили основой для вышедшего в 2012 году под редакцией Лизы Миллер сборника научных статей под названием «The Oxford University Press Handbook of Psychology and Spirituality». Во введении к нему Миллер изложила свои взгляды относительно развития постматериалистической духовной психологии и её отношений с материалистической наукой. По словам Лизы Миллер, в данном сборнике духовность считается онтологически реальной. Психе связывает нас с высшим духом или сознанием, которое находится внутри нас, проходит через нас и находится вокруг нас. Постматериалистическая духовная психология подразумевает, что сознание является основой всей окружающей нас реальности, а человеческий ум представляет собой часть этого сознания. Постматериалистическая духовная психология не отрицает материалистическую точку зрения, а служит её равноправным дополнением. Как утверждает Миллер, за последние двадцать лет в науке сложилась ситуация, которая более не позволяет материализму выступать единственным теоретическим основанием при изучении человеческой души. Ранее Миллер публиковала свои взгляды по этой теме в издаваемом АПА журнале «Psychology of Religion and Spirituality». Она предложила выработать в научной психологии методы, которые преодолевали бы недостатки материалистического подхода.

## Работа с детьми
Лиза Миллер в своей практической деятельности отводит очень большое место работе с детьми и молодежью. Особое внимание в этой сфере она уделяет оказанию психологической помощи трудным подросткам и детям из малоимущих семей. Значительных успехов ей удалось добиться при работе с беременными девочками-тинейджерами. Вместе с коллегами она в 2003 году работала в P.S. 911 — школе на Манхэттене для беременных учениц 8, 9 и 10 классов — по программе, финансировавшейся Национальным Институтом Психического Здоровья (National Institute of Mental Health, NIMH). По словам Лизы Миллер, от 60 % до 80 % беременных девочек в этой школе первоначально находились в состоянии депрессии. Благодаря осуществлению программы интерперсональной психотерапии в течение 12 недель 90 % из участниц этой программы избавились от депрессии.
Лиза Миллер многократно выступала на телевидении в программах, посвящённых исследованиям паранормальных способностей у детей. Она стала ведущей программы Psychic Kids на телеканале A&E. Кроме того, Миллер часто выступает по телевидению в программах CNN, Fox News, Weekend Today Show и др. в качестве психолога, оказывающего помощь детям и женщинам.
У самой Лизы Миллер трое детей.

## Избранные публикации
- Miller, L. (2012) The Oxford University Press Handbook of Psychology and Spirituality. Oxford University Press: New York, NY.
- Miller, L., Wickramaratne, P., Tenke, C., Weissman, M. (2012) Spirituality and Major Depression: A Ten-Year Prospective Study, American Journal of Psychiatry, 169 (1), 89-94.
- Jacobs, M., MIller, L., Wickramaratne, P., Weissman, M. (2011). Family Religion and Depression in Offspring at High Risk, Journal of Affective Disorders, 136 (3), 320—327.
- Desrosiers, A., Kelley, B, Miller, L. (2011). Parent and Peer Relations and Relational Spirituality in Adolescents and Young Adults. Psychology of Religion and Spiritualtiy, 3(1), 39-51.l
- Miller, L. (2010). Watching for Light: Spiritual Psychology Beyond Materialism, Psychology of Religion and Spirituality, Vol 2(1), 35-66.
- Miller, L. (2009) The Classroom as a Spiritual Space. Teachers College Record, Vol 111 (12) 2705—2786.
- Desrosiers, A., Miller, L. (2009) Substance Use versus Anxiety in Adolescents; Are Some Disorders More Spiritual than Others?, Journal for the Social Scientific Study of Religion, 19, 237—254.
- Semple, R., Lee, J., Derosa, D., Miller, L. (2009) A Randomized Trail of Mindfulness-Based Cognitive Therapy for Children, Journal of Child and Family Studies, 240—254.
- Miller, L. (2008). Spiritual Psychology and Parenthood. In Comas-Diaz, L. & Rayburn, C. (Eds): Woman’s Soul: The Inner Life of Women’s Spirituality. (pp. 122–148) Westport, CT: Greenleaf Press
- Miller, L. (2008) Spirituality and Resilience in Adolescent Girls, In Kline, K. (Ed.): Authoritative Communities: The Scientific Case for Nurturing the Whole Child. (pp. 295–302) New York: Springer.
- Kelley, B., Miller, L. (2007) Life Satisfaction and Spirituality in Adolescents, Research in the Social Scientific Study of Religion, 18, 233—261.
- Miller, L. (2006) Spirituality Health and Medical Care of Children and Adolescents, Southern Medical Journal, 99(10), 1164—1165.
- Miller, L. (2005) «Spiritual Awareness Psychotherapy, American Psychological Association Psychotherapy Training Series.» American Psychological Association; Washington, DC.
- Miller, L. & Gur, M., (2001) Physical Maturation, Depression and religiosity among adolescent girls. Journal of the American Academy of Child and Adolescent Psychiatry.
- Miller, L., & Weissman, M. (2001) Interpersonal psychotherapy delivered over the telephone, Depression. (In Press)
- Miller, L., Weissman, M., Gur, M. & Greenwald, S. (2001). Adult religiosity and childhood depression: eleven-year follow-up on childhood depressives, Journal of Nervous and Mental Disease.
- Miller, L. Weissman, M., Gur, M., Adams, P., (2001). Religiosity and substance use among children of opiate addicts. Journal of Substance Abuse.
- Miller, L. (2001) Spiritual orientation in psychotherapy. In L. Sperry (Ed.)., Incorporating the Spiritual Dimension in Psychotherapy and Counseling, Taylor & Francis.
- Miller, L., Davies, M., & Greenwald, S. (2000) Religiosity and substance use and abuse among adolescents in the NCS. Journal of the American Academy of child & Adolescent Psychiatry, 39, 1190—1197.
- Miller, L. & Richards, P. S. (2000) Religion & optimism. In E. Chang (Ed.), Optimism & Pessimism; Implications for Theory, Research & Practice, APA Books.
- Miller, L. (2000) Intergenerational transmission of religiosity. In J. Gillham (Ed.), The Psychology of Optimism & Hope, APA Books.
- Miller, L. & Lovinger, R. (2000) Conservative and reform Judaism. In A. Bergin, & P. S. Richards (Eds.), Handbook of Psychotherapy and Religious Diversity; A Guide for Mental Health Professionals (Invited Chapter), APA Books, pp. 259–286.
- Lovinger, S., Miller, L., & Lovinger, R. (1999). Some clinical applications of religious development in adolescence. Journal of Adolescence, 22, 269—277.
- Miller, L., & Lovinger, R. (1999). Conservative and reform Judaism, in A. Bergin, & S. P. Richards (Eds.), Psychotherapy and religious diversity: A guide for mental health professionals, Washington, DC: APA Books.
- Miller, L., & Seligman, M. (1999). Beliefs about responsibility and improvement associated with liberalism-conservatism. Psychological Reports, 84, 329—338.
- Miller, L., Sung, S. & Seligman, M. (1999) Beliefs about responsibility and improvement associated with success among Korean American immigrants, Journal of Social Psychology, 139(2), 221—228.
- Miller, L., Warner, V., Wickramaratne, P. & Weissman, M. (1999) Self-steem & depression; Ten year follow?up of depressed mothers and offspring, Journal of Affective Disorders, 52, 42-49
- Miller, L. (1998) Depression among pregnant adolescents: Letter to the editor. Psychiatric Services, 49, 970.
- Miller, L. (1998, August). Developmental religiosity among adolescent girls. Paper presented at American Psychological Association, San Francisco, CA.
- Miller, L. (1998, February). On Optimism and hope in adolescents. Discussant at the John Templeton foundation conference on optimism and hope in honor of Martin E. P. Seligman, Philadelphia, PA.
- Miller, L. (1999). Intergenerational transmission of religiosity. In J. Gillham (Ed.), The psychology of optimism and hope. Radnor, PA: Templeton Press.
- Miller, L., & Weissman, M. (2000). Religion and depression (Letter to the Editor). American Journal of Psychiatry, 156, 808—809.

## Награды
- Fellow, American Psychological Association, 2011
- Virginia Sexton Mentoring Award (American Psychological Association), 2011
- William T. Grant Faculty Scholars Award
- National Institute of Mental Health K-Award